# Stazione di Venusio
La stazione di Venusio è una stazione ubicata sulla linea Bari-Matera.

## Storia
La stazione sarebbe dovuta diventare anche di diramazione per la linea a scartamento normale Matera-Ferrandina Scalo Matera, mai realizzata nella tratta Matera Venusio-Matera La Martella di circa 10 km, non ancora terminata nella rimanente tratta Matera La Martella-Ferrandina Scalo Matera.

## Strutture e impianti
L'impianto è gestito dalle Ferrovie Appulo Lucane (FAL) e il fabbricato è chiuso al servizio passeggeri. La stazione dispone di 2 binari per il servizio passeggeri e di un terzo, utilizzato per il ricovero di veicoli accantonati.

## Movimento
La stazione è la meno frequentata della linea, in quanto è servita solo da 5 treni regionali operati da FAL nell'ambito del contratto di servizio stipulato con le regioni interessate.